# Загородье (Тернопольская область)
Загородье (укр. Загороддя) — село в Вишневецкой поселковой общине Кременецкого района Тернопольской области Украины. Основано в 1738 году.
До 2020 года входило в Збаражский район.
Код КОАТУУ — 6122455302.

## Географическое положение
Село Загородье находится на левом берегу реки Горынь, выше по течению на расстоянии в 1 км расположено село Бутин, ниже по течению примыкает посёлок Вишневец, на противоположном берегу — село Федьковцы.

## Население
Население по переписи 2001 года составляло 444 человека.

### Языковой состав
Родной язык населения по данным переписи 2001 года:
| Язык       | Численность, чел. | Доля     |
| ---------- | ----------------- | -------- |
| Украинский | 440               | 99,10 %  |
| Другое     | 4                 | 0,90 %   |
| Итого      | 444               | 100,00 % |